# جواد فارس
جواد يوسف فارس (من مواليد 1991 في مدريد، إسبانيا)  طبيب وباحث وعالم لبناني. تم اختياره لقائمة فوربس 30 تحت 30 في العلوم والرعاية الصحية لمساهمته في حل مشاكل الرعاية الصحية في العالم النامي. كما ظهر مرتين في «قائمة فوربس الشرق الأوسط 30 تحت سن 30»،  وتم اختياره كأحد أفضل عشرة علماء شباب في العالم من خلال أخبار الهندسة الوراثية والتكنولوجيا الحيوية. وتم انتخاب فارس زميلًا للأكاديمية العالمية للعلوم الطبية في عام 2019.

## النشأة
ولد فارس في إسبانيا ونشأ في بيروت، وهو الأكبر بين أربعة أشقائه، جراح الأعصاب يوسف فارس والمهندس النفسي عايدة حطيط. ويعود الفضل في تربيته لتعطشه للمعرفة والاكتشاف الطبي. حصل الفارس على درجة بكالوريوس العلوم في علم الأحياء من الجامعة الأميركية في بيروت، وحصل على شهادة ماجستير العلوم في علم النفس العصبي من الجامعة اللبنانية مركز أبحاث علم الأعصاب.

## المهنة
عمل فارس في عدة مناصب، كباحث أول في مركز أبحاث العلوم العصبية في الجامعة اللبنانية، وزميل باحث في المركز الطبي للجامعة الأمريكية في بيروت، وباحث زائر في معهد مونتريال للأعصاب / جامعة ماكجيل. اعتبارا من يوليو 2018 يعتبر زميل ما بعد الدكتوراه في جراحة الأعصاب في جامعة نورث وسترن، حيث يجري أبحاثًا متعدية حول أورام الدماغ المتقدمة في مختبر ماسيج ليسنياك.

## الأبحاث
يجري جواد أبحاثه في علم الأعصاب وجراحة الأعصاب وطب النزاعات والصحة العالمية. في لبنان، استكشف الإصابات الناجمة عن الذخائر العنقودية التي تطلق الكثير من الذخائر الصغيرة الصغيرة، لتسليط الضوء على آثار هذه الأسلحة على المستويات الإنسانية والبيئية. خلال حرب لبنان عام 2006، قُدر أنه تم إطلاق 4.6 مليون ذخيرة صغيرة فوق الأراضي اللبنانية، وظل حوالي مليون منها غير منفجر. استمرت هذه القنابل بالانفجار مخلفة قتلى وجرحى في المدنيين بعد انتهاء الحرب. درس فارس حالات البتر والإصابات التي تعرضت لها مناطق متعددة من الجسم بسبب الانفجارات. والتي أدت غالبًا إلى الإعاقة،  والمشاكل الصحية والاجتماعية والعقلية الكبيرة. حول بحثه مقياس بعنوان«مقياس فارس للإصابات بسبب الذخائر العنقودية» الذي يستخدم لتقييم الإصابات بناءً على الضعف الوظيفي. ساعد المقياس على تصنيف جروح الضحايا بشكل أفضل وتحديد أفضل علاج ممكن.

## تشريفات
- قائمة فوربس 30 تحت 30 أوروبا في العلوم والرعاية الصحية، 2018 [1]
- فوربس الشرق الأوسط - العرب 30 تحت 30، 2018 [9]
- أعلى 10 أقل من 40، أخبار الهندسة الوراثية والتكنولوجيا الحيوية، 2018 [5]
- «رائد الشباب العربي»، قمة الحكومة العالمية، دبي، 2018 [6]
- جائزة الرائد المتميز، الجامعة اللبنانية، «لإنجازاته العلمية المتميزة،» 2018 [6]
- جائزة الشرف، كلية الطب في الجامعة الأمريكية في بيروت، «لإنجازه المتميز في البحوث الإنسانية المؤثرة،» 2018 [18]
- وسام الشرف من NRC، مركز أبحاث العلوم العصبية في الجامعة اللبنانية، «لمساهمته في العلوم والطب»، 2018 [7]
- زميل منتخب، الأكاديمية العالمية للعلوم الطبية، «لمساهماته البارزة في النهوض بالعلوم الطبية،» 2019 [7]
- فوربس الشرق الأوسط 30 تحت 30، 2019 [4]

## روابط خارجية
- منشورات جواد فارس
- جواد فارس
- جواد فارس منشورات مفهرسة من قبل جوجل سكولار
- الملف الشخصي في فوربس